# Jacob Rosenheim
Jacob Rosenheim (auch Jakob Rosenheim; geboren am 5. November 1870 in Frankfurt am Main; gestorben am 3. November 1965 in Jerusalem) war ein deutscher Vorkämpfer des orthodoxen Judentums, Autor, Verleger sowie Mitbegründer und Präsident der Agudas Jisroel-Weltorganisation.

## Leben
Jacob Rosenheim wuchs als einziger Sohn des Buchhändlers Elias Rosenheim und seiner Frau Charlotte, geborene Kaufmann in Frankfurt auf. Seine Eltern gehörten zu den ersten Anhängern der Austrittsorthodoxie im Sinne Samson Raphael Hirschs. Seine Mutter war eine der ersten in der Gemeinde, die ihr Haar nach Hirschs Maßgabe bedeckte. Jacob absolvierte die Realschule der Israelitischen Religionsgesellschaft und ein Gymnasium in Frankfurt.
Jacob Rosenheim war verheiratet mit Gertrude, geb. Straus, deren Vater, der Karlsruher Bankier Samuel Straus zu den Gründungsvätern der Austrittsbewegung gehörte. Von 1906 bis 1935 war Rosenheim Herausgeber des Israelit und Vorsitzender der Israelitischen Religionsgesellschaft in Frankfurt am Main und wanderte dann nach England aus. Von 1941 bis 1950 lebte er im Exil in den USA und ging dann nach Israel.

## Werke (Auswahl)
- Was will Agudas Jisroel? Frankfurt am Main 1912.
- Was will, was ist Agudas Jisroel? Halberstadt 1919.
- Beiträge zur Orientierung im jüdischen Geistesleben der Gegenwart. Zürich 1920.
- Abrahamitisches oder mosaisches Judentum? 1924.
- Oholei Jakov: Ausgewählte Aufsätze und Ansprachen. 2 Bände, Frankfurt a. M. 1930.
- Agudistische Schriften. Frankfurt am Main 1931.
- Samson Raphael Hirsch's Cultural Ideal and our Times. London 1951.
- Erinnerungen. 1870-1920. Herausgegeben von Heinrich Eisemann und Herbert N. Kruskal, Frankfurt am Main 1970.